# Vojna duhovščine
Vojna duhovščine (1467-1479, nemško Pfaffenkrieg, poljsko wojna popia, wojna księża) je bil spopad v poljski provinci Varmiji med poljskim kraljem Kazimirjem IV. in Nicolausom von Tüngenom, novim varmijskim škofom, ki ga je izvolil varmijski kapitelj brez kraljeve odobritve. Škofa so podprli tevtonski vitezi, takrat poljski vazali, ki so si prizadevali revidirati nedavno podpisani Drugi torunjski mirovni sporazum.

## Politično ozadje
Škofija Varmija je bila v 14. stoletju del meniške države tevtonskih vitezov, vendar je uživala avtonomijo in je bila upravljana kot knežja škofija. Škofje, pogosto člani tevtonskega reda, so bili zvesti redu celo v začetku 15. stoletja, ko so tevtonski vitezi zvišali davke, da bi plačali stroške poljsko-litovsko-tevtonske vojne.  Sčasoma so politika reda in zvišanje davkov privedli do nasprotij znotraj Prusije in ustanovitve Pruske zveze leta 1440. Zvezo so ustanovila pruska mesta, ki so želela obraniti svoje pravice pred redom.
Pruska zveza je na koncu zaprosila poljskega kralja Kazimirja IV. za pomoč in vključitev v Kraljevino Poljsko. To je privedlo do trinajstletne vojne (1454–1466). Varminski škof Paul von Legendorf  (1458–1467) se je v zadnjem letu vojne (1466) pridružil Pruski zvezi. Drugi torunjski mir, sklenjen leta 1466, je postavil Kraljevo Prusijo pod vrhovno oblast poljskega kralja. Kot del sporazuma je imel poljski kralj pravico odobriti varminskega škofa, ki ga je izbral varminski kapitelj.

## Volilni spor
Leta 1467 je varminski kapitelj za škofa izvolil Nicolausa von Tüngena, medtem ko je poljski kralj za ta položaj promoviral helminskega škofa  Wincentyja Kiełbasa. Papež je odobril Tüngena, ki pa de facto ni mogel prevzeti sedeža in je namesto tega prebival v Rigi. Ker kralj Kazimir ni mogel dobiti papeževe odobritve za Kiełbaso, je spremenil taktiko in za škofa imenoval svojega kanclerja Andrzeja Oporowskega, Tüngenu pa je namenil Kamienjsko škofijo. Oporowski, za razliko od Kiełbase, ni imel podpore pruskih stanov, saj ni bil iz te regije.
Posledica vsega tega je bil spor, v katerem sta Tüngena podpirala Tevtonski red in ogrski kralj Matija Korvin. Tüngenu je s pomočjo Tevtonskega reda leta 1472 uspelo priti v Varmijo. Leta 1476 je Korvin napadel južno Poljsko, leto kasneje  pa je veliki mojster reda Heinrich Reffle von Richtenberg zavrnil vojaško podporo Kazimirju, čeprav je bil njegov vazal.
Kazimir se je odzval tako, da je pridobil podporo pruskih stanov in mest. Več mestom je podelil Helminske mestne pravice, potrdil obstoječe privilegije in umaknil kandidaturo Oporowskega. Posledično so Prusi ponovno prisegli zvestobo poljskemu kralju in zavrnili podporo Tevtonskemu redu. Podobno je Gdańsk, največje mesto v poljski Kraljevi Prusiji, zavrnilo podporo tako Tevtonskemu redu kot Matiji Korvinu.

## Vojaške operacije
Leta 1477 je Martin Truchsess von Wetzhausen, novi veliki mojster Tevtonskega reda, zavrnil prisego zvestobe poljskemu kralju in napadel Varmijo ter zavzel Helmno in Starogard Helminski. V odgovor so leta 1478 poljske sile kralja Kazimirja IV. vojaško posredovale in oblegle Braniewo in pod poveljstvom Jana Białyja in Piotra Dunina zasedle več mest v Varmiji in Pomorjanskem. Vojaške operacije tevtonskih vitezov so bile ovirane zaradi zavrnitve pruskih stanov, da bi jih podprli. Škof Tüngen je bil prisiljen pobegniti v Königsberg. Aprila 1479 sta se poljski in ogrski kralj sporazumela, da bo Ogrska odstopila od protipoljskega zavezništva. Julija 1479 sta se Tüngen in veliki mojster reda poklonila poljskemu kralju.

## Sporazum
Spor se je končal s Prvim Piotrkówskim sporazumom, sklenjenim leta 1479. Poljski kralj je sprejel Nicolausa von Tüngena, ki je bil za škofa izvoljen leta 1467, in podelil ali potrdil več škofovskih pravic. Škof je priznal suverenost poljskega kralja nad Varmijo, zavezal kapitelj, da voli samo kandidate, »ki so všeč poljskemu kralju«, Varminci pa so mu morali priseči zvestobo. Politično je Varmija ostala pod oblastjo poljske krone.

## Vira
- Stanisław Szczur. Historia. Średniowiecze, Wydawnictwo Literackie, Kraków 2002, str. 582-583, ISBN 83-08-03273-7.
- Henryk Łowmiański. Polityka Jagiellonów. Poznań 1999. str. 262-264.